# O.R. Tambo
O.R Tambo es un distrito municipal de Sudáfrica en la provincia Oriental del Cabo. Comprende una superficie de 15 947 km². El centro administrativo es la ciudad de Mthatha.

## Municipios locales
El distrito está integrado por los siguientes municipios locales:
| Municipio local        | Población | %      |
| ---------------------- | --------- | ------ |
| King Sabata Dalindyebo | 415 227   | 24,77% |
| Nyandeni               | 281 252   | 16,78% |
| Ngquza Hill            | 255 371   | 15,23% |
| Mhlontlo               | 196 675   | 11,73% |
| Port St Johns          | 146 134   | 8,72%  |